# João Pereira Caldas

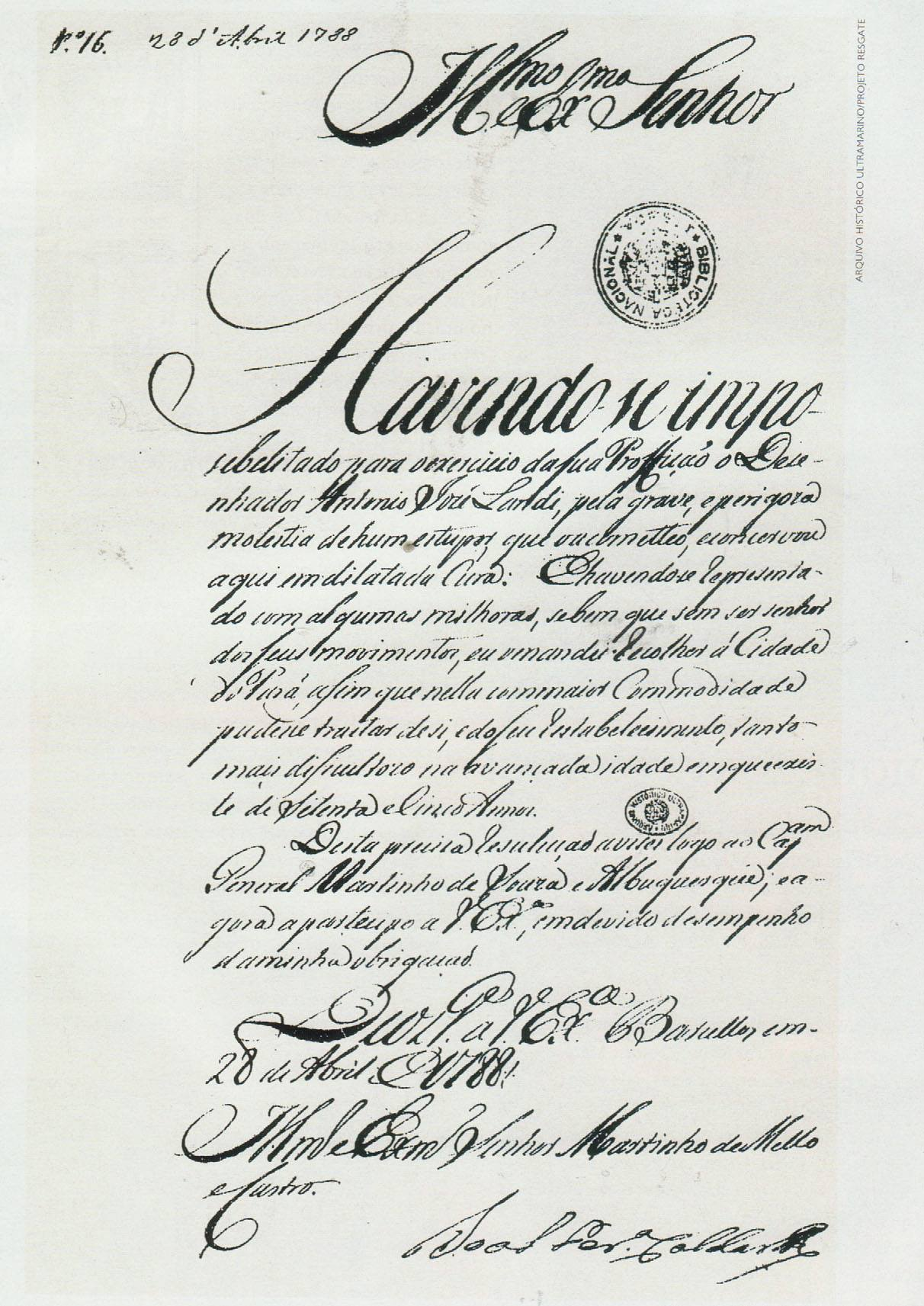
Documento assinado por João Pereira Caldas em 28 de abril de 1788 em que fala de providências quanto a saúde do arquiteto Antônio José Landi.

João Pereira Caldas (Minho, 4 de agosto de 1736 - Lisboa, 7 de outubro de 1794) foi um militar e administrador colonial português. 
O governador se destacou como um dos mais ativos agentes da colonização do Norte do Brasil. Contribuiu na estruturação da capitania do Piauí; na execução de um arrojado plano de recuperação econômica da capitania do Grão-Pará e Rio Negro na década de 1770; e, posteriormente, nas demarcações do Tratado de Santo Ildefonso.

## Biografia

### Primeiros anos
João Pereira Caldas nasceu em 4 de agosto de 1736, na Quinta de Sende, vila do Minho. Era de uma família nobre na província, mas sem grande importância nacional. Seu pai era o brigadeiro Gonçalo Pereira Lobato e sua mãe era D. Joana Maria Pereira e Sousa. 
Aos oito anos foi confirmado fidalgo da Casa Real. Aos 13 anos iniciou a carreira militar. Emigrou para Belém na companhia de seu pai e seu irmão mais novo, Gonçalo José Pereira de Castro e Caldas. A família recebeu a tarefa de secundar os trabalhos de demarcação dos limites previstos entre Portugal e Espanha, pelo Tratado de Madri (1750).
Pouco antes da partida para Belém recebeu, conjuntamente a seu irmão mais novo, a mercê da Ordem de Cristo. Foi agraciado, também, com a patente de capitão de infantaria, antes mesmo de completar 17 anos. Pouco depois de chegar ao Brasil, em 1753, foi indicado como ajudante de ordens do governador Francisco Xavier de Mendonça Furtado.
Em 2 de outubro de 1754, já com prestigio, deixou Belém e foi na expedição que se dirigiu ao Rio Negro. Por seu trabalho na demarcação das fronteiras portuguesas recebeu a comenda de São Mamede de Troviscoso. Em 1757 recebeu a patente de sargento-mor da Infantaria.

### Governo na Capitania do Paiuí

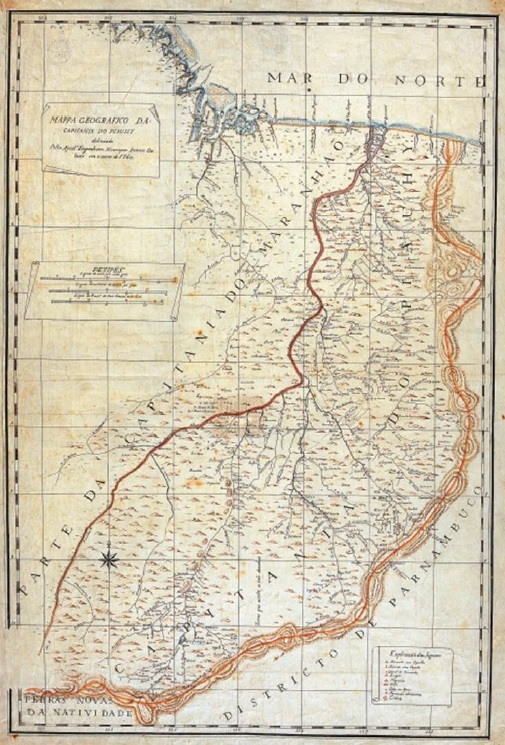
Mapa da Capitania do Paiuí

Em 12 de fevereiro de 1759 foi nomeado governador do Piauí, por intermédio de Mendonça Furtado. A missão de Pereira Caldas, um jovem militar sem experiência na função governativa, consistia em acabar com os abusos, extorsões e fraudes contra o patrimônio da Coroa na capitania de São José do Piauí.
Tomou posse em 20 de setembro de 1759, tendo governado a capitania por dez anos, até 1769, sendo responsável pela morte, prisão e servidão de inumeros indígenas da região. Uma de suas primeiras medidas foi confiscar os bens dos jesuítas e os expulsar da Capitania, seguindo as ordens do Marquês de Pombal. Pretendia-se com essa atitude, combater o poder e o prestígio da Companhia de Jesus.
[[
Em 1762, vieram ordens da corte portuguesa para a criação das vilas de Parnaguá, Jerumenha, Valença, Campo Maior, Marvão (Castelo do Piauí) e São João da Parnaíba. Sob a sua governança também houve um aumento espressivo no número de fazendas de gado, gerando, por um lado, enriquecimento economica para a região, e por outro a perseguição ainda maior das populações indigenas. 
Pereira Caldas também foi o responsável pela organização das forças regulares da capitania, treinando e organizando 2.774 soldados regulares. Destes 600 eram da cavalaria, e 1.174 da infantaria. Em cada vila havia um comando, e um correio, para melhor integrar os novos centros urbanos.
O final de seu governo foi marcado por uma guerra contra os povos Timbiras, Gueguês e Acaroás, residentes no sul do Piauí e no Maranhão. Depois de terminado o seu governo, em 1769, tomou posse do cargo de capitão-general do Estado do Grão-Para e Rio Negro. 

### Retorno ao Reino
Pereira Caldas teria retornado a Portugal em 1772. Em primeiro lugar foi tratar-se, afinal, antes de partir para Portugal sofreu de uma obstrução intestinal e de bexigas. Também havia assuntos familias pendentes no reino. Depois da morte de seu pai, em 1761, todos os bens e negócios da familia estavam em desordem. Cabia a ele, que era primogênito socorrer a mãe e resolver os eventuais apuros financeiros. Somente em 1774, quando já tinha voltado ao Brasil, que Pereira Caldas conseguiu autorização para vender parte de seu patrimônio herdado: nove prazos na vila de Monção, sete aforados ao Mosteiro de São João de Longos Vales, um ao Mosteiro de São Fins e outro ao Colégio de S. Paulo. 
A autorização foi concedida pelo fato do requerente encontrar-se "há mais de 20 anos ausente da dita sua Casa e ocupado no Real Serviço". Não obstante as dificuldades financeiras que obrigaram João Pereira Caldas a se desfazer de propriedades da família, recebeu o título de Conselheiro de Sua Majestade e recebeu a quantia de 100 mil réis. 

### Casamento
No reino casou-se. Unindo-se em matrimônio com sua prima D. Maria Engrácia de Almada e Mendonça. O casamento já vinha sendo ajustado desde de 1766.
O matrimônio aproximou João Pereira Caldas de uma família da nobreza senhorial, da região do Porto, engrandecida por serviços prestados à monarquia. D. Maria Engrácia era filha de Francisco de Almada e Mendonça, 1º visconde de Vila Nova de Souto de El-Rei, e sobrinha de João Manuel de Almada e Melo, tenente-general dos Exércitos Reais. 
A família tinha ainda parentes poderosos, como Sebastião José de Carvalho e Melo (Marquês de Pombal) e Francisco de Mendonça Furtado.

### Governo da Capitania do Grão-Pará e Rio Negro
Pereira Caldas tomou posse, em 21 de novembro de 1772, do governo da Capitania do Grão-Pará e Rio Negro. Recebeu instruções da coroa para recuperar economicamente a região, integrando-a comercialmente as áreas limítrofes, como o Mato Grosso, e continuar "civilizando e libertando os índios". Em outras palavras: continuar o etnocídio.
Para manter a capitania subsistente, Pereira Caldas incentivou as culturas de arroz e anil, destinadas para à exportação. Também investiu na construção civil, com obras publicas cujo objetivo era urbanizar a região. Faltavam todavia braços para o trabalho. Uma de suas tentativas foi a mão de obra compulsória das populações indigenas. A resistência desses povos, todavia, dificultou seu projeto colonizador.

Para resolver a crise, tentou-se estabelecer, com recursos da Companhia de Comércio do Grão-Pará, sete feitorias em pontos especificos, e de interesse da colonização. Essas feitorias, todas fortificadas para combater os indigenas, foram construidas entre 1773 e 1774. A Companhia todavia fechou em 1778, com acusações de impropridade administrativa. Com a demissão de Pombal, em 1777, seu maior aliado, Pereira Caldas não demorou muito para sair do cargo, em 1780. Sendo substituido por José de Nápoles Telo de Meneses.  

### Viagem Filosófica
Pereira Caldas não retornou para Portugal depois de sua demissão, continuou com a sua missão de refinar os limites entre Portugal e Espanho, no interior do Brasil. 
Nesse sentido, contribuiu expressivamente para a Viagem Filosófica (1783-1792) de Alexandre Rodrigues Ferreira, Joaquim José Codina e José Joaquim Freire, pelas capitanias do Grão-Pará, do Rio Negro e de Mato Grosso. Esta viagem representou um esforço da Coroa para superar as crises no Império ultramarino e buscar novas alternativas de exploração da natureza colonial.
Por ter acumulado vasta experiência na região amazônica, Pereira Caldas foi de grande valia no fornecimento ao grupo de informações preciosas sobre população, agricultura, navegação e comércio locais. Prontificou-se a fornecer barcos, víveres e, conhecedor do Rio Negro, evitou que os viajantes percorresse áreas povoadas de povos indigenas hostis, aconselhando mudanças de itinerário por terras mais seguras. 

### Retorno a Portugal e aposentadoria
Após ter se dedicado à demarcação dos territórios compreendidos entre a foz do rio Jauru e a do Japurá, João Pereira Caldas desligou-se da função de comissário de limites em 25 de novembro de 1788, sendo substituído por Manuel da Gama Lobo de Almada. 
Retornou para Portugal, passando a morar no morgado de São Martinho de Alvaredo. Os 35 anos de serviço nas conquistas do Norte não debilitaram apenas a saúde do militar, afetaram igualmente os bens de sua Casa. Como compensação passou a fazer parte, em 1790, do Conselho Ultramarino da Rainha Maria I. 
No começo de 1794 foi dispensado do conselho, por estar doente. Faleceu em 7 de outubro de 1794, aos 58 anos de idade. Com sua morte, o seu irmão mais novo, Gonçalo José Pereira de Castro e Caldas, marechal de campo e chefe do Regimento de Infantaria de Valença, herdou seu patrimônio e seus títulos.